# La Selva (l'Alzina)
La Selva és un indret del terme de Sant Esteve de la Sarga, al Pallars Jussà, en el territori del poble d'Alzina.
Està situat al sud del poble, a la vall del barranc del Bosc, al vessant meridional de los Tossalets, a prop i al sud-est de l'ermita de Sant Martí d'Alzina. La meitat meridional de la Selva forma part del Parc natural de la Serra del Montsec, en els contraforts septentrionals de la qual es troba.